# Félix et Fortunat
Pour les articles homonymes, voir Saint Fortunat et Saint Félix.

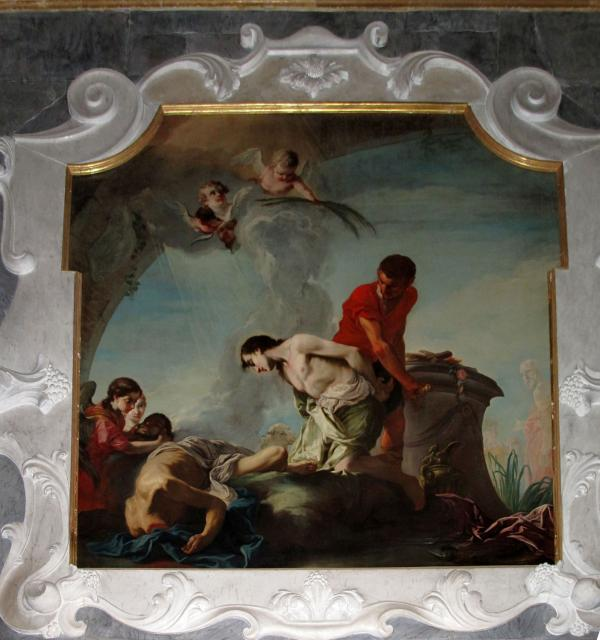
La Torture des saints, Giovanni Battista Piazzetta (XVIIIe siècle), cathédrale de Chioggia.

Félix et Fortunat sont deux frères chrétiens morts martyrs à Aquilée en Vénétie julienne sous Dioclétien et Maximien, en 303 ou 304. Ils sont fêtés le 14 mai en Occident, et le 11 juin en Orient.

## Hagiographie
Selon leur Passio du Ve siècle, ils sont natifs de Vicence, mais Venance Fortunat au VIe siècle indique que Félix serait originaire de Vicence et Fortunat d'Aquilée Cités dans le Martyrologe hiéronymien et très brièvement dans le Martyrologe romain, les informations à leur sujet sont succinctes.
Venus dans la ville d'Aquillé pour son commerce, ils sont surpris dans un bois en train de prier. Arrêtés, ils sont interrogés par le préfet local qui, face à leur profession de foi et malgré diverses tentatives pour les amener à la renier, décide de les mettre à la torture. Des torches enflammées sont apportées et maintenues à leurs côtés. Voyant qu'elles s'éteignent, de l'huile bouillante est rajoutée, et comme ils persévèrent à préférer le Christ, ils sont battus avec des gourdins de fer, puis enfin décapités.
La nuit venue, un groupe de croyants locaux vient s'occuper de leurs corps laissés sur place. Un autre de la province de Vicence veut les amener dans leur ville, mais les habitants d'Aquilée refusent. Au bout d'un laps de temps de vive discussion, réalisant la cruauté du préfet et de certains païens, ils conviennent d'offrir un corps pour chaque ville, celui de Fortunat restant sur place, et Félix transporté à Vicence.

## Culte
Une première chapelle est érigée sur le site de l'exécution, puis une petite nécropole qui va s'agrandir. Le culte se répand rapidement dans la région, au point qu'une nouvelle dispute éclate entre les habitants d'Aquilée et ceux de Vicence à propos de la possession des reliques. La controverse est résolue en 381, sans doute grâce à l'intervention de saint Ambroise.
À la suite des invasions barbares, les reliques de Fortunat sont transportées à Malamocco, où un évêché est établi. En 1110, ce siège est transféré à Chioggia. À la demande de l'évêque Enrico Grancarolo et avec le consentement du doge, quelques reliques du frère de Fortunat sont rajoutées aux siennes. Elles sont désormais conservées à la cathédrale de Chioggia, dans une urne en argent conçue en 1905. Quant à la majorité  des reliques de saint Félix, elles sont placées depuis 1979 dans une urne néo-gothique de 1903 sous la table d’un imposant tabernacle en bois du XVIIIe siècle à la cathédrale de Vicence.
Leur culte fut ravivé à Vicence par l'évêque Jean de Sourdis Cacciafronte à la fin du XIIe siècle qui fit repaver la rue qui menait de la basilique qui leur est consacré au centre de la ville.
Commémorés à Aquilée (14 août), et surtout à Vicence (11 juin), ils sont également les saints patrons de la ville de Chioggia ainsi que du diocèse de Chioggia.

## Lieux de culte

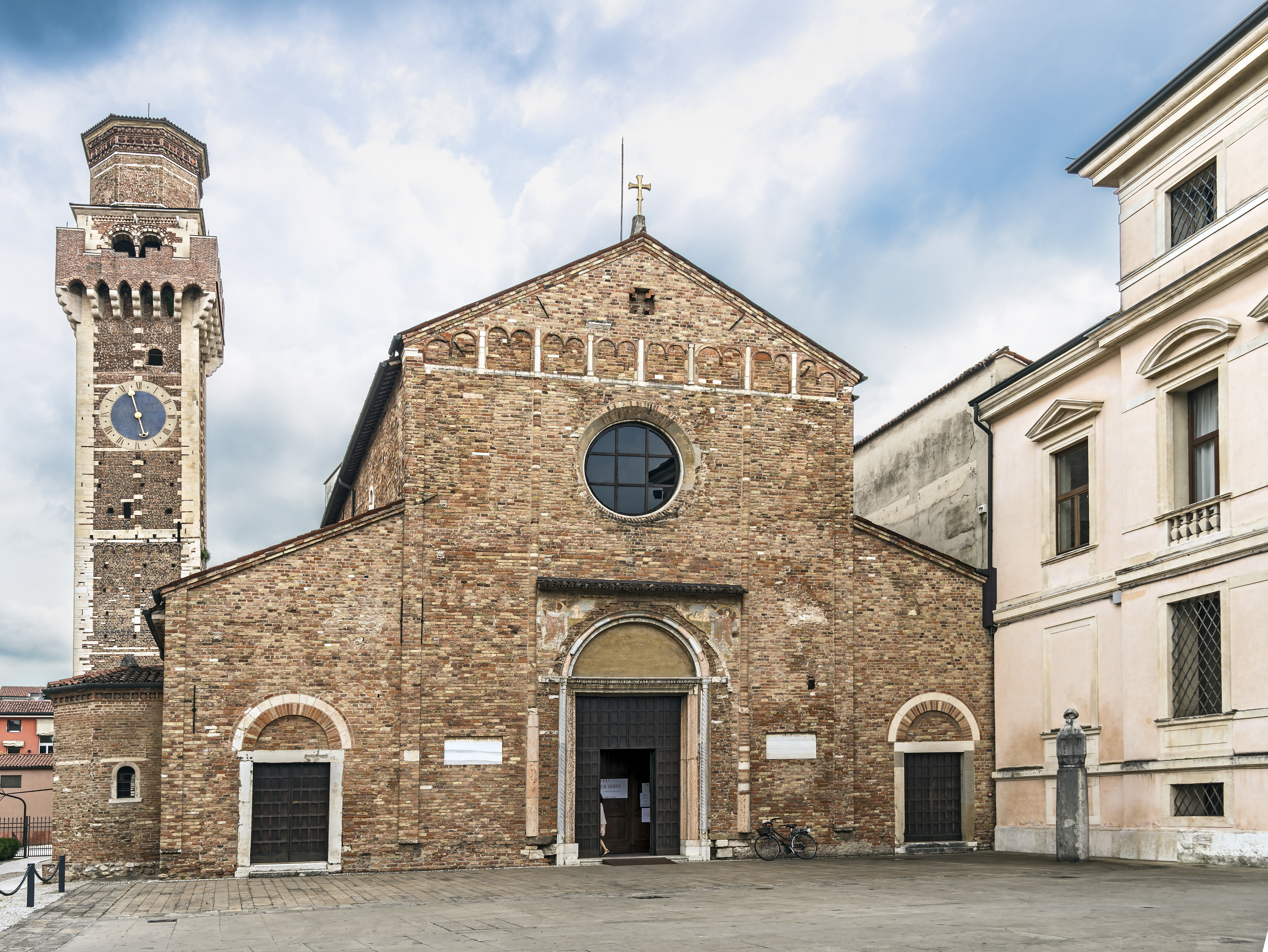
Façade de la basilique Saints-Félix-et-Fortunat de Vicence (it).
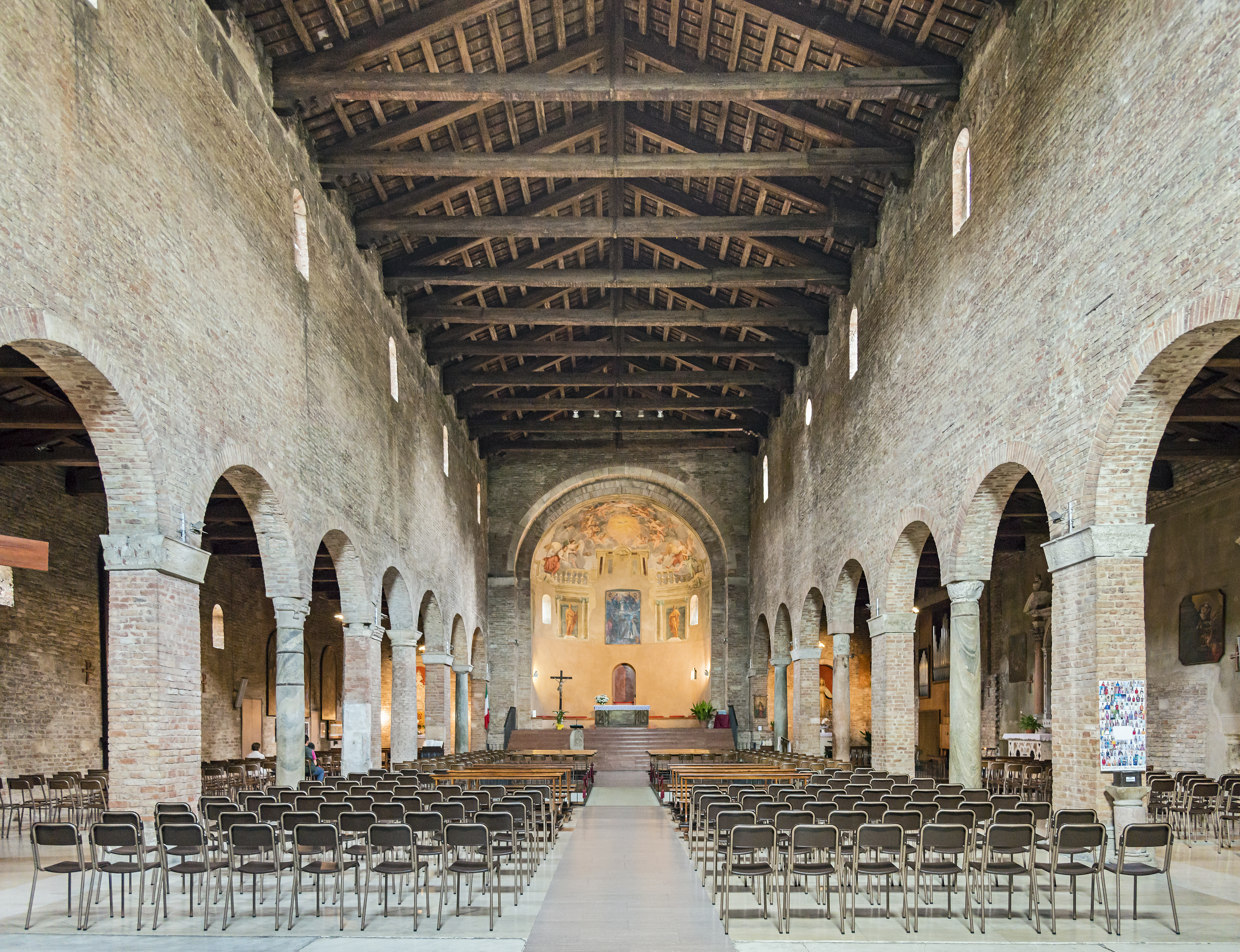
Intérieur la basilique Saints-Félix-et-Fortunat de Vicence.
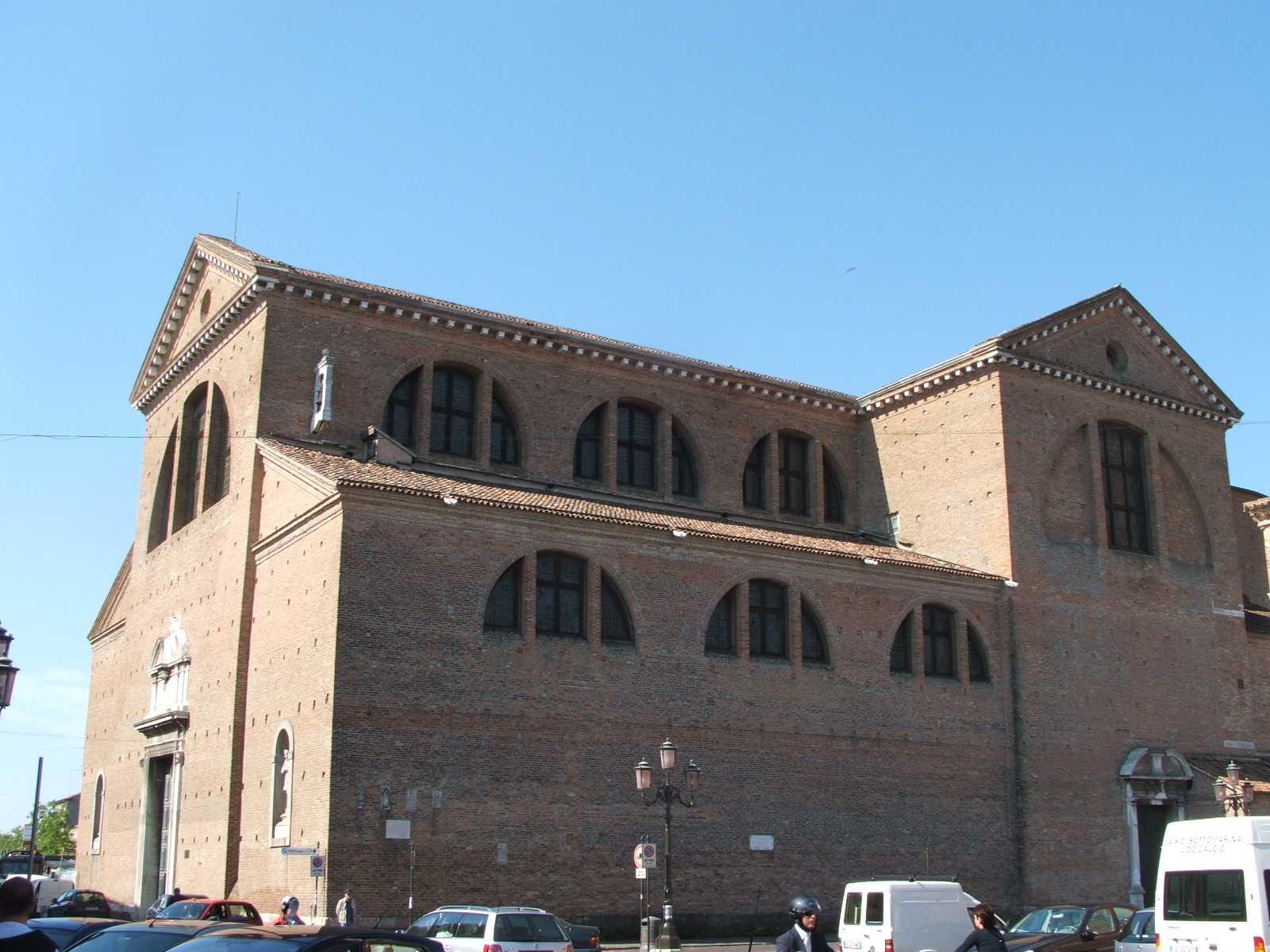
Cathédrale de Chioggia.
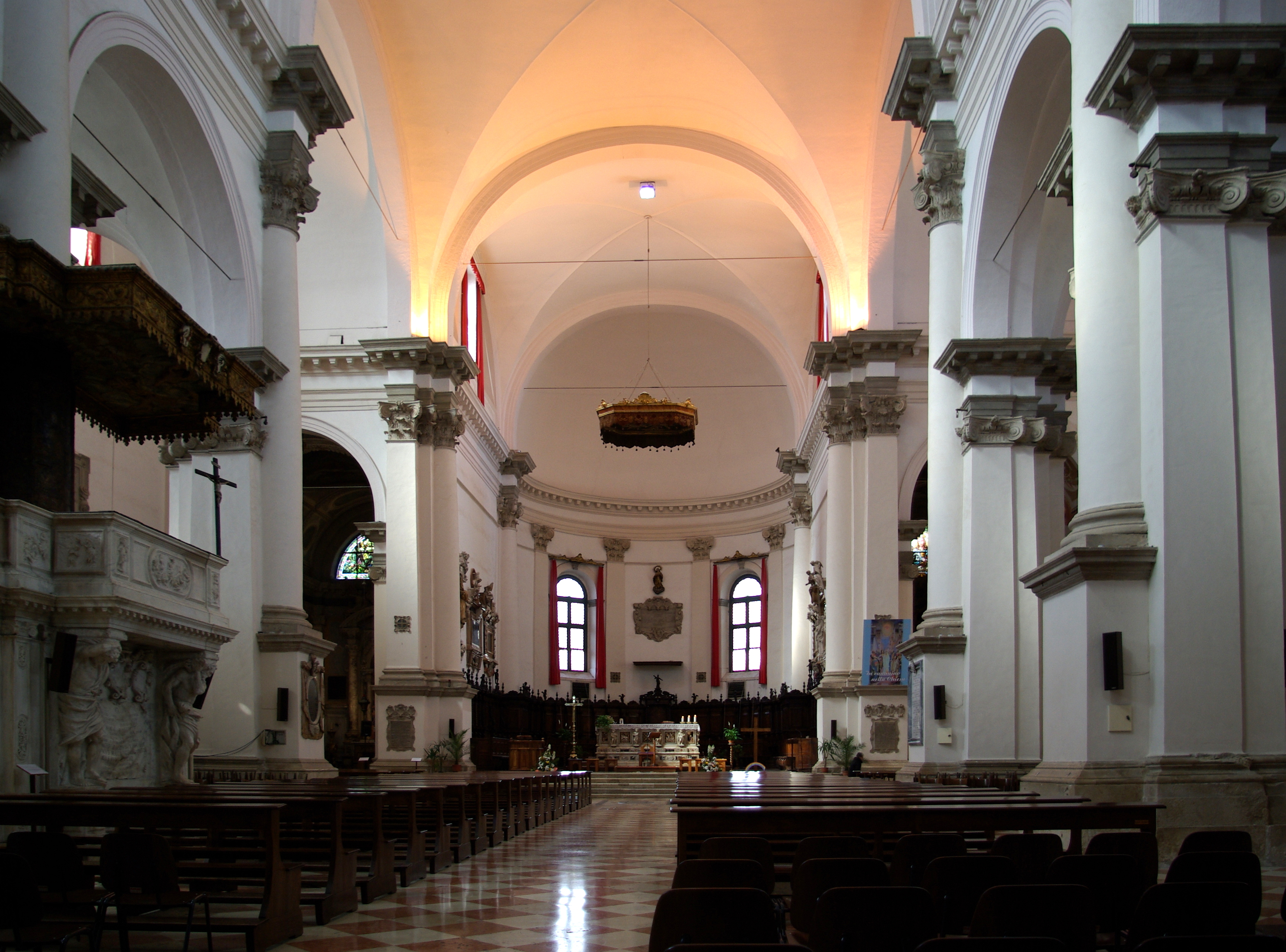
Intérieur de la cathédrale de Chioggia.